# Lectio divina

Lectio divina

Lectio divina (лат., буквально «божественне читання») — це метод молитовної медитації над біблійними текстами.

## Історія
Вже Отці Пустелі практикували цю форму молитви за Святим Письмом. Відтоді протягом століть lectio divina практикувалася переважно серед чернецтва. Систематичним викладом методу lectio divina є твір «Scala claustralium» (до 1150 р.) картузіанського монаха Ґіґо II. Він називає lectio divina сходами ченців до Бога. Використовуючи біблійний вірш  Просіть, і буде вам дано; шукайте, і знайдете; стукайте, і відчинять вам!  (Мт. 7:7), він пояснює чотири етапи:
- lectio (читання): уважне читання уривка з Біблії.
- meditatio (медитація): практикувальник обирає з уривка вірш, який промовляє до нього особисто. Вони повторюють цей вірш і медитують над ним.
- oratio (молитва): читання — це сприйняття слова Божого, медитація — роздуми над ним. У молитві людина відповідає на Боже звернення.
- contemplatio (споглядання): перебування в діалозі з Богом в ідеалі веде до споглядального єднання з Богом.

Ці чотири етапи нагадують вчення про потрійний сенс Писання.
Протестантський богослов Авґуст Герман Франке (1663–1727) представив метод медитативної біблійної молитви у своїй праці «Коротка інструкція про те, як читати Святе Письмо для істинного повчання» (нім. Kurzer Unterricht, wie man die Heilige Schrift zu seiner wahren Erbauung lesen sollte). Це дозволило протестантським християнам познайомитися з цим підходом до Святого Письма, хоч і не під його латинсько-католицькою назвою.
У католицькій церкві лише останнім часом християни поза монастирями також відкрили для себе цей метод молитовного читання. Другий Ватиканський собор зробив значний внесок у поширення lectio divina, підкресливши важливість Біблії як Слова Божого в духовному житті. Догматична конституція про Божественне Об'явлення «Dei verbum» Собору рекомендує lectio divina. Папа Бенедикт XVI також рекомендував цей метод і висловив надію, що його застосування може «принести нову духовну весну в церкві».